# 박영민 (등장인물)
박영민(出木杉 英才, 데키스기 히데토시)은 후지코 F. 후지오의 만화 《도라에몽》의 등장인물이다.
6월 11일에 태어났다. 노진구의 절친한 친구이다. 공부, 운동 등 거의 모든 면에서 뛰어난 실력을 가지고 있는 편이다. 진구는 영민이를 친구로서는 매우 좋아하는 절친이지만, 평소 영민이와 자신이 비교되는 것을 좋아하지 않았고, 이슬이와 함께 다니는 모습을 거의 질투하고는 했었다.

## 인물

### 성격
대체로 명랑하고 성격이 좋다. 나이에 맞지 않게 어른스러운 모범생이며 공부를 꽤 잘하는 편이다.
지적 호기심이 강하며 미래에 가는 게 꿈이다. 진구와 도라미와 함께 쥐라기 시대에 방문해서 브라키오사우루스를 만져 본 적이 있었다.

신이슬을 좋아하지만 친구로서 좋아하는 것일 뿐이며 실제로 은밀히 이슬이와 진구의 관계를 이어주는 친구이기도 하다. 극장판 도라에몽: 진구의 결혼전야에서도 두 사람의 결혼을 진심으로 축하해 주었다.
참고로 애니메이션 구 도라에몽(오오야마 성우진 도라에몽)에서는 신이슬을 시즈카짱이라고 부르고 있었지만 신 도라에몽(미즈타 성우진 도라에몽)에서는 시즈카군이라고 부른다.
또한 애니메이션 구 도라에몽에서는 캐릭터 디자인이 원작과 조금 다른 편이었다.

### 능력
등장할 때마다 거의 무엇이든 할 수 있는 완벽한 모습을 보여줄 때가 많다.
학교에서 시험을 볼 때면 거의 100점을 맞는 편이며, 숙제도 항상 성실하게 제대로 해 온다. 그래서 선생님은 영민이를 본받으라고 이슬이를 제외한 다른 학생들에게 많이 얘기하고는 했었다.
운동을 좋아하며, 특히 축구에 흥미를 느낀다. 하지만 야구도 매우 잘한다. 그 외에도 취미가 다양하다. 마술, 요리도 좋아하며 실력도 높다.

## 친구와의 사이
이슬이와도 친한 친구이다. 이슬이와 함께 외출을 했던 적도 있었고, 서로 교환 일기를 주고받은 적도 있었다. 물론 어디까지나 친구로서 친하게 지내는 것이고 실제로 진구와 이슬이를 은밀히 더 이어주는 편이지만, 진구가 오해를 자주 해서 질투를 많이 하는 편이다.
41권에 수록된 공포의 디너 쇼에 그려져 있는 것처럼 퉁퉁이의 콘서트에 억지로 가는 것은 다른 친구들과 같다. 또 여기에 대해서도 다른 친구들처럼 거절할 수 없다.
어떤 에피소드에서는 퉁퉁이가 끔찍한 요리를 만드는 동시에 콘서트까지 같이 한다고 하면서, 진구에게 얼른 콘서트 티켓을 팔라고 진구를 압박했다. 당연히 아무도 사지 않았지만 영민이가 샀을 때 진구와 도라에몽은 영민이한테 엄청나게 고마워했다.
그 외에도 진구가 선생님의 기대를 저버리지 않고 감당하기 힘든 양의 많은 숙제를 해 왔을 때 영민이는 이슬이와 함께 진구에게 박수를 치며 축하해 주었다.
25권에 수록된 극장판 도라에몽: 진구의 결혼전야에서는 진구와 이슬이가 결혼하기 전 날 밤에 퉁퉁이네 집에서 파티를 열고 비실이, 퉁퉁이, 진구와 함께 얼굴이 새빨갛게 될 때까지 술을 마시고, 어깨동무를 했다. 즉 청년기에도 영민이는 진구, 비실이, 퉁퉁이와 계속 절친한 친구였다.
또한 화성 유인 탐사를 다녀와야 했을 때 아들을 진구네 집에 맡긴 것으로 봐서는 진구와 이슬이를 신뢰하고 믿음을 가지고 있는 것을 알 수 있다.

## 성인이 되어서는
성인이 되어서는 화성 등에 유인 탐사를 가는 과학자가 된 것으로 추정된다. 만화책 44권의 "하와이가 온다"에서는 (현재의 영민이가)"달과 화성에 가보고 싶다."고 말한 적이 있었는데 그 꿈을 이룬 셈이다. 외국인으로 추정되는 여성과 결혼하였다. 그리고 데키스기 히데요(박재민)(이)라는 아들을 얻는다. 일이 있어 화성에 가야 했을 때 아들을 진구네 집에 맡겼는데, 하필 현재의 진구가 이 모습을 보는 바람에 큰 오해를 하고 좌절하고 말았었던 적이 있었다. 도라에몽이 이후에 오해라는 것을 알았지만, 진구의 성장을 위해서 당장은 말해 주지 않았다.

## 이름의 변화
데키스기 히데토시.
이 이름은 만화책 22권에 수록된 "세금 조류"에서 "타로"라는 이름으로 처음 등장했다. 그 후 만화책 23권에 수록된 "투시실에서 대 핀치"에서 엽서의 수신자가  英才 에이사이[*](영재, 데키스기의 이름인 히데토시.)라는 이름을 쓴다. 잠시 후 그것을 받은 발신자는 "세금 조류"의 개정판에서 타로가 英才 에이사이[*]라는 이름으로 고쳐졌다.

## 영화에서의 역할
영화 《도라에몽 노비타의 공룡》의 시나리오 초고는 도라에몽들 5명과 함께 1억년 전의 세계에서 모험을 펼치려는 각본이 있었다. 그러나 실제로는 데키스기의 등장 장면을 잘라버리고 그 영화에서도 초반에서는 등장하나 모험에 한 번도 같이 가자고 한 적도 없다. 대장편 도라에몽에서 난해한 사항이나 역사 해설 역할 등 이야기의 시작 부분에 등장하는 수많은 (헤비 스모카즈・호레스, 마녀사냥, 정품 열선、신종 식물, 초인 전설)활약은 전무하다. 따라서 영화에서는 실제 내용과는 상관없는 역할이 되는 경우가 많다.
또한 페러렐 월드가 무대《도라에몽 노비타의 창세일기》는 데키스기와 흡사한 데키마쓰 박사라는 사람이 등장한다.

## 기타 사항
- FC판 게임 《도라에몽 기가 좀비의 역습》에서는 (도라에몽, 노진구, 이슬이, 비실이, 퉁퉁이에게 다음의 세계로 나아가기 위한 팁을 주거나 처음에는 갑옷을 공짜로 주거나 조력자 역할이다.
- SFC판 게임 《도라에몽 3 노비타와 시간의 보석》에서는 "자신도 모험에 참여하고 싶으나 공부로 인해 못 간다."라고 발언하는 것을 보아 고지식한 성격으로 추정된다.
- 애니메이션 〈도라에몽이 다시 태어나는 날〉에서는[22] 파워에몽이 교사를 하고 있는 총리 대신의 아들로 그를 닮은 소년이 등장하고 있으나 데키스기와의 관계는 확실하지 않다.
- 《신 오바케의 Q 타로》중 〈꼴찌에서 2번을 지킨다.〉에서는 〈데키스기〉(デキ杉)라는 학생이 등장하는데 성적이 가장 좋다.
- 일부 도라에몽 최종회에 관한 도시전설에서 총리 대신이 있다.

## 성우
성우：미등장 (1973), 사라카와 스미코(1980.4 ~ 2005.3), 하기노 시호코(TV 아사히아나운서)(2005.5 ~ )

## 배우
배우：우치무라 고헤이(토요타 자동차 기업 CM)